# John Regis
John Lyndon Regis (né le 13 octobre 1966 à Lewisham) est un athlète britannique spécialiste du sprint.

## Carrière
John Regis fait ses débuts sur la scène internationale à l'occasion des Championnats d'Europe en salle 1987 de Liévin, remportant la médaille de bronze du 200 m. Sélectionné fin août pour les Championnats du monde de Rome, il se classe troisième du 200 m en 20 s 18, derrière l'Américain Calvin Smith et le Français Gilles Quénéhervé. En 1988, il fait partie du relais 4 × 100 m britannique médaillé d'argent des Jeux olympiques de Séoul. Il signe son premier succès lors d'une compétition internationale majeure en début de saison 1989 en remportant la finale du 200 m des Championnats du monde en salle de Budapest avec le temps de 20 s 54, nouveau record de la compétition. Quelques jours plus tôt, le Britannique prenait la deuxième place des Championnats d'Europe en salle de La Haye.
En 1990, Regis réussit l'exploit de remporter quatre médailles lors des Championnats d'Europe de Split. Médaillé de bronze sur 100 m, distance qu'il ne court que très rarement, il décroche quelques jours plus tard le titre européen sur 200 m en 20 s 11, devançant notamment le Français Jean-Charles Trouabal et son compatriote Linford Christie. En fin de compétition, John Regis remporte la médaille d'argent du relais 4 × 100 m en 37 s 98, le relais britannique étant battu par l'équipe de France, auteur d'un nouveau record du monde de la discipline. Enfin, il signe sa deuxième victoire lors de ces Championnats à l'occasion de la finale du relais 4 × 400 m aux côtés de Paul Sanders, Kriss Akabusi et Roger Black, devançant de près de deux secondes l'Allemagne de l'Ouest.

## Palmarès
| Date | Compétition                    | Lieu         | Résultat | Discipline |
| ---- | ------------------------------ | ------------ | -------- | ---------- |
| 1987 | Championnats d'Europe en salle | Liévin       | 3e       | 200 m      |
| 1987 | Championnats du monde          | Rome         | 3e       | 200 m      |
| 1988 | Jeux olympiques                | Séoul        | 2e       | 4 × 100 m  |
| 1989 | Championnats du monde en salle | Budapest     | 1er      | 200 m      |
| 1989 | Championnats d'Europe en salle | La Haye      | 2e       | 200 m      |
| 1990 | Championnats d'Europe          | Split        | 3e       | 100 m      |
| 1990 | Championnats d'Europe          | Split        | 1er      | 200 m      |
| 1990 | Championnats d'Europe          | Split        | 2e       | 4 × 100 m  |
| 1990 | Championnats d'Europe          | Split        | 1er      | 4 × 400 m  |
| 1991 | Championnats du monde          | Tokyo        | 3e       | 4 × 100 m  |
| 1991 | Championnats du monde          | Tokyo        | 1er      | 4 × 400 m  |
| 1992 | Jeux olympiques                | Barcelone    | 6e       | 200 m      |
| 1992 | Jeux olympiques                | Barcelone    | 3e       | 4 × 400 m  |
| 1993 | Championnats du monde          | Stuttgart    | 2e       | 200 m      |
| 1993 | Championnats du monde          | Stuttgart    | 2e       | 4 × 100 m  |
| 1993 | Finale du Grand Prix           | Londres      | 2e       | 200 m      |
| 1994 | Jeux du Commonwealth           | Victoria     | 2e       | 200 m      |
| 1995 | Championnats du monde          | Göteborg     | 7e       | 200 m      |
| 1995 | Finale du Grand Prix           | Monaco       | 8e       | 200 m      |
| 1998 | Jeux du Commonwealth           | Kuala Lumpur | 3e       | 200 m      |